# Sándor Csörgő
Dans le nom hongrois Csörgő Sándor, le nom de famille précède le prénom, mais cet article utilise l’ordre habituel en français Sándor Csörgő, où le prénom précède le nom.
Sándor Csörgő (16 juillet 1947 - 14 février 2008) est un mathématicien hongrois. Ses travaux portent principalement sur les probabilités, les statistiques et la théorie asymptotique (en). Il a fait d'importantes recherches sur le paradoxe de Saint-Pétersbourg. 

## Prix et distinctions
Il est membre de l'Académie hongroise des sciences, qui lui a décerné le prix Erdős en 1987. Son nombre d'Erdős est 2.
En 2004 il reçoit la médaille Tibor-Szele.